# Święty Tyburcjusz
Święty Tyburcjusz (Tyburcy), łac. Tiburtius (zm. w III lub IV wieku w Rzymie) – męczennik chrześcijański, święty Kościoła katolickiego.
Według legendy Tyburcjusz był jedynym synem prefekta Rzymu, Chromancjusza. Chromancjusz, początkowo zwalczający doktrynę chrześcijańską, został nawrócony przez św. Trankwilinusa i ochrzczony przez św. Polikarpa ze Smyrny (+156). Tyburcjusz zetknął się również z chrześcijanami. Wiele czasu spędzał w towarzystwie św. Sebastiana (+287) wysłuchując jego nauk. Pod ich wpływem zdecydował się przyjąć chrzest, a św. Sebastian był jego ojcem chrzestnym. Może dlatego wiadomości o życiu świętego pochodzą głównie ze źródeł mówiących o życiu i pracy św. Sebastiana.
W czasie prześladowań chrześcijan w Imperium Rzymskim, za panowania cesarza Dioklecjana, Tyburcjusz był poszukiwany listem gończym. Poza tym, że był chrześcijaninem, obciążał go fakt, że pochodził z szanowanej, politycznie i społecznie zaangażowanej, rzymskiej rodziny i mógł stanowić przykład dla innych obywateli miasta. Przed grożącym mu aresztowaniem schronił się w domu ojca, jednak na skutek zdrady przyjaciela, pretorianie zdołali go ująć. Tyburcjusz stanął przed sądem, któremu przewodniczył ówczesny prefekt Rzymu Fabianus. Podczas procesu nie wyparł się wiary chrześcijańskiej, a jego wyznaniom towarzyszył cud. By potwierdzić prawdziwość swych słów, przeszedł boso po rozżarzonych węglach, nie odnosząc przy tym żadnych urazów. Sędziowie uznali, że nie był to cud, a czarnoksięskie sztuki. Został oskarżony również o stosowanie magii i skazany na śmierć przez ścięcie. Wyrok wykonano przy Via Labicana w Rzymie.
Jego wspomnienie liturgiczne w Kościele katolickim obchodzone jest 11 sierpnia lub 9 września.
W Cerkwi prawosławnej jego kult jest mało rozpowszechniony. Niektórzy wyznawcy prawosławia wspominają św. Tyburcjusza (obok św. Sebastiana) 18/31 grudnia, tj. 31 grudnia według kalendarza gregoriańskiego. 
Święty Tyburcjusz jest patronem Straubingu w Niemczech.